# Народный артист Туркменской ССР
«Народный артист Туркменской ССР» — почётное звание, установлено 28 февраля 1940 года. Присваивалось Президиумом Верховного Совета Туркменской ССР выдающимся деятелям искусства, особо отличившимся в деле развития театра, музыки и кино.
Присваивалось, как правило, не ранее чем через пять лет после присвоения почётного звания «Заслуженный артист Туркменской ССР» или «заслуженный деятель искусств Туркменской ССР». Следующей степенью признания было присвоение звания «Народный артист СССР».
Впервые награждение состоялось в 1929 году[уточнить] — обладателем этого звания стал Успенский, Виктор Александрович — композитор. Последним награждённым в 1982 году стала Маягозель Аймедова — актриса.
С распадом Советского Союза в Туркменистане звание «Народный артист Туркменской ССР» было заменено званием «Народный артист Туркменистана», при этом за званием сохранились права и обязанности, предусмотренные законодательством бывших СССР и Туркменской ССР о наградах.